# Zénith de Nantes Métropole
Le Zénith Nantes Métropole est une salle de spectacles située à Saint-Herblain, dans la banlieue Ouest de Nantes. Il est le quatrième Zénith de France en termes de capacité, avec 9 000 spectateurs (maximum) (dont 4 900 en places assises). En 2009, en termes de volume d'activités et de fréquentation (1,2 million de spectateurs depuis l'ouverture en 2006), il se situe au deuxième rang national derrière le Zénith de Paris.

## Localisation
Le Zénith se trouve dans la ZAC Ar Mor, à proximité du boulevard périphérique (Porte d'Ar Mor) et de la Nationale 444 qui la sépare de la zone commerciale Atlantis (une passerelle enjambant la route permet de relier les deux équipements).

## Histoire
C'est en 2002 que les élus de la communauté urbaine Nantes Métropole prennent la décision de lancer la réalisation d'un équipement culturel de grande capacité, de type Zénith. Celui-ci est destiné à permettre l'accueil de grandes tournées nationales et internationales, qui ne pouvaient se produire dans le réseau des salles existantes ; il s'agit donc d'une offre nouvelle, qui complète sans concurrencer les autres équipements.
À la suite d'un concours mettant en concurrence plusieurs projets de cabinets d'architectes, a été retenue la proposition de l'Atelier d'architecture Chaix & Morel et associés (qui avait par ailleurs déjà réalisé le Zénith de Paris, ainsi que ceux de Montpellier, Orléans et de Dijon).
En 2005, lors de la construction du Zénith, des fouilles archéologiques ont permis de découvrir un monument funéraire daté de l’âge du bronze (1900-1700 avant notre ère).
La salle a été inaugurée le 2 décembre 2006.

## Architecture

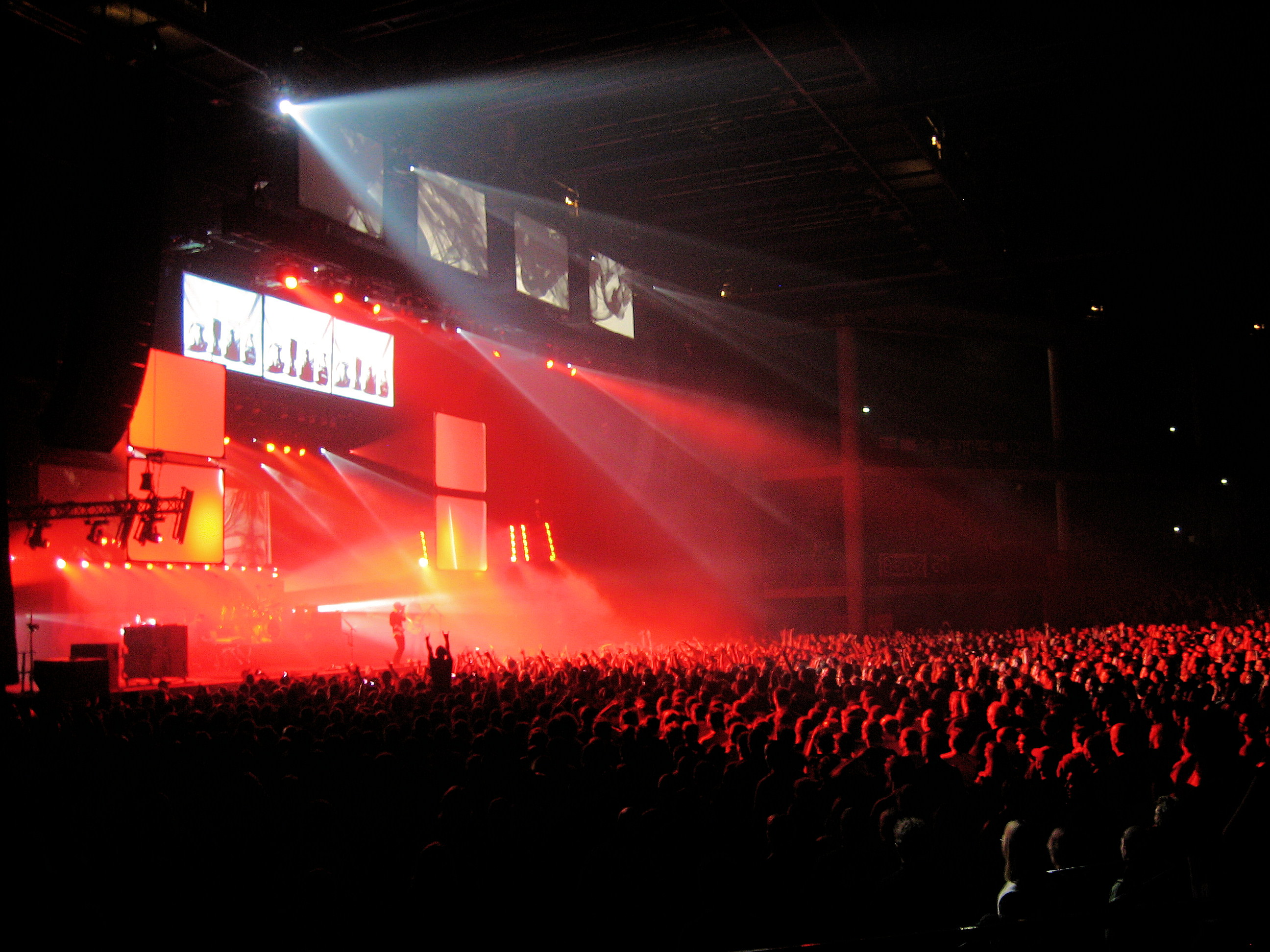
Vue intérieure du Zénith de Nantes Métropole pendant le concert de Placebo.

Le Zénith a été implanté dans une zone ne comptant pas de bâtiments marquant. Il est placé dans un espace vert, et sa forme ovale se détache nettement. Les parois extérieures sont prolongées par des écrans, qui masquent notamment les conduits de ventilation de la salle. Cet habillage extérieur est fait de métal perforé. Le bâtiment mesure 122 m de long, 89 m pour sa plus grande largeur et 30 m pour son point le plus haut.
Le premier concert qui s'y est tenu en dehors de la soirée d'inauguration est celui de Placebo.

## Programmation

### 2023
Lomepal : 28 février et 01 Mars

## Aménagements et accès

### Automobile
- Le Zénith Nantes Métropole est entouré de trois parkings qui totalisent 2 100 places et sont baptisés P1, P2 et P3.
- Accès par le périphérique via la Porte de Chézine (no 34) ou par la RN 444 (ex-RD 201) via la sortie Zénith.

### Transports en commun
- Lignes de bus : Chronobus C3 et 71 (arrêt Zénith), 50 (arrêt Saulzaie), 93 (arrêt Cochardières), Ligne Aléop 50 (Saint-Étienne-de-Montluc↔Nantes, arrêt Océane )
- Ligne 1 du tramway de Nantes : stations Schœlcher et Tourmaline via une passerelle piétonnière au-dessus de la RD 201 qui permet de relier le Zénith aux parkings de la zone commerciale Atlantis.